# سانتا باربارا (کالیفرنیا)
سانتا باربارا (به انگلیسی: Santa Barbara)  شهری ساحلی در جنوب غربی کالیفرنیا، آمریکا است که در ۱۸۶۹ نهادینه شد. سانتا باربارا مرکز شهرستان سانتا باربارا می‌باشد.

## تاریخچه
مدارک و شواهد حالی از آغاز سکونت انسان‌ها در این منطقه بالغ بر ۱۳۰۰۰ سال پیش بر می‌گردد (بدون سند)

## شهرهای خواهرخوانده
| نام شهر       | کشور          | سال تأسیس روابط |
| ------------- | ------------- | --------------- |
| پالما         | اسپانیا       | ۱۹۷۲            |
| دینگل         | جمهوری ایرلند | ۲۰۰۳            |
| پورتو بایارتا | مکزیک         | ۱۹۷۲            |
| سان خوان      | فیلیپین       | ۲۰۰۰            |
| توبا سیتی     | ژاپن          | ۱۹۶۶            |
| ویهای         | چین           | ۱۹۹۳            |
| کوتور         | مونته‌نگرو     | ۲۰۱۳            |

## آموزش
دانشگاه کالیفرنیا، سانتا باربارا در این شهر قرار دارد.

## جمعیت
در سرشماری ۲۰۱۰ ایالات متحده آمریکا جمعیت این شهر بالغ ۸۸٬۴۱۰ نفر می‌باشد